# Braine-l’Alleud
Braine-l’Alleud (nld. Eigenbrakel, wa. Brinne-l'-Alou) – miejscowość i gmina (commune) w środkowej Belgii, w Regionie Walońskim, w prowincji Brabancja Walońska, w okręgu Nivelles.

## Podział administracyjny
W skład gminy wchodzą trzy dzielnice (section):
- Lillois-Witterzée
- Ophain-Bois-Seigneur-Isaac
- Wauthier-Braine (Woutersbrakel)

## Współpraca
Miejscowości partnerskie:
- Basingstoke and Deane, Wielka Brytania
- Drummondville, Kanada
- Menden, Niemcy
- Ouistreham, Francja
- Šlapanice, Czechy